# Nicolas Mignard

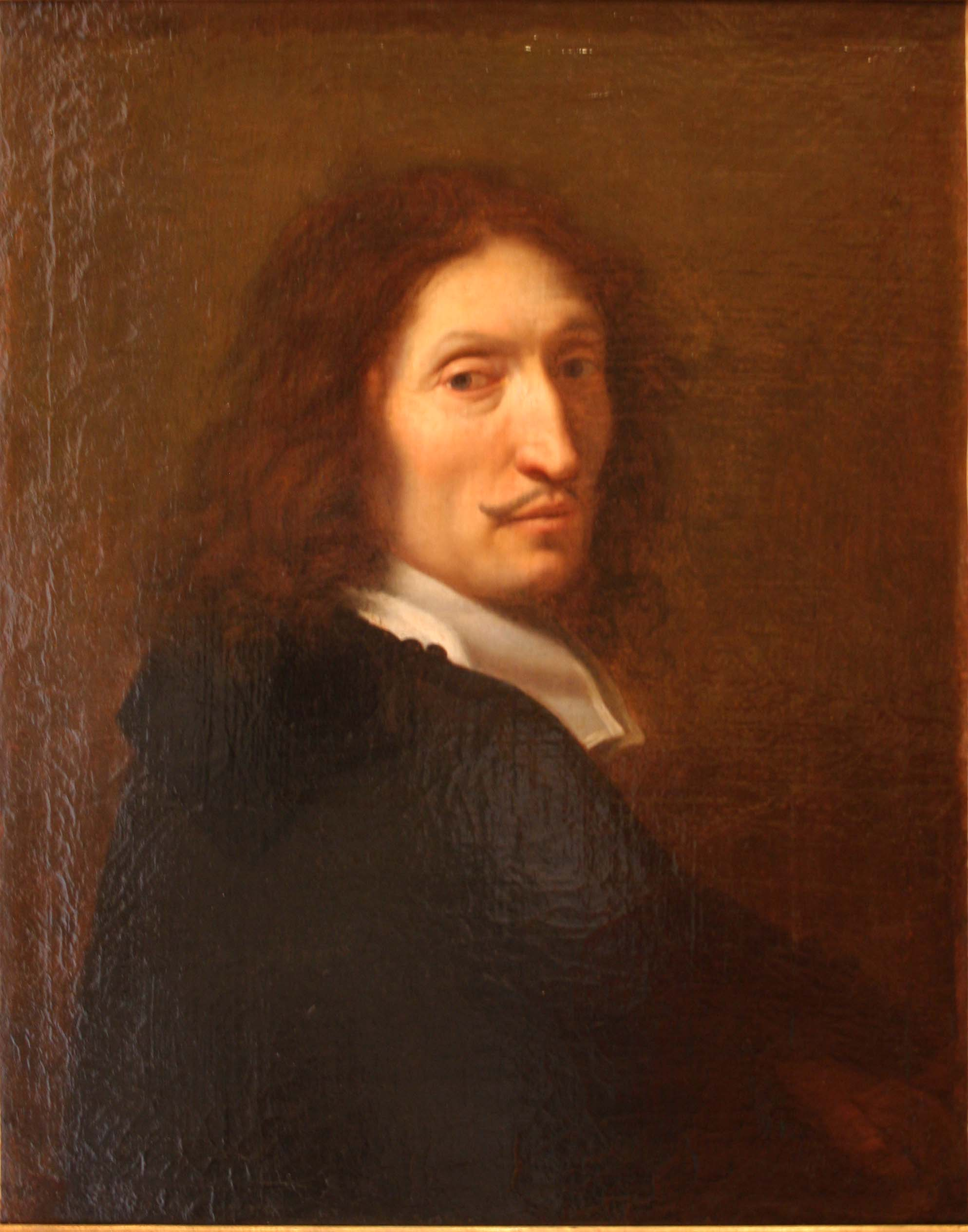
Nicolas Mignard, självporträtt.

Nicolas Mignard, kallad Mignard d'Avignon, född (döpt den 7 februari) 1606, död den 20 mars 1668, var en fransk målare, bror till Pierre Mignard.
Mignard studerade i Fontainebleau och kom sedan till Avignon, där kardinalen av Lyon, Richelieus bror, tog honom med sig till Rom. 
1660 fick Mignard tillfälle att måla kung Ludvig XIV, vilken kallade honom till Fontainebleau och utnämnde honom till drottningens målare. 
Han utförde en mängd porträtt och dessutom historietavlor samt dekorerade flera rum i Tuilerierna. 
1662 blev han ledamot av franska konstakademien. Hans son, Pierre Mignard d.y. (1640-1725), var arkitekt.